# Kościół św. Wojciecha w Szczawnicy
Kościół św. Wojciecha – rzymskokatolicki kościół parafialny należący do dekanatu Krościenko nad Dunajcem diecezji tarnowskiej. 
Obecna świątynia została zbudowana w latach 1882–1892 według projektu Stanisława Eljasza-Radzikowskiego. Pracami budowlanymi kierował ks. Jan Oleksik, proboszcz w latach 1889–1893.
Jest to budowla neogotycka, murowana, wzniesiona z kamienia pienińskiego i cegły. Kościół składa się z obszernej nawy oraz z krótkiego, zamkniętego trójbocznie prezbiterium. Do nawy z przodu dobudowana jest wieża a z lewej i prawej strony dwie kaplice w kształcie ramion transeptu. Polichromię figuralną wykonał Karol Polityński w 1923.

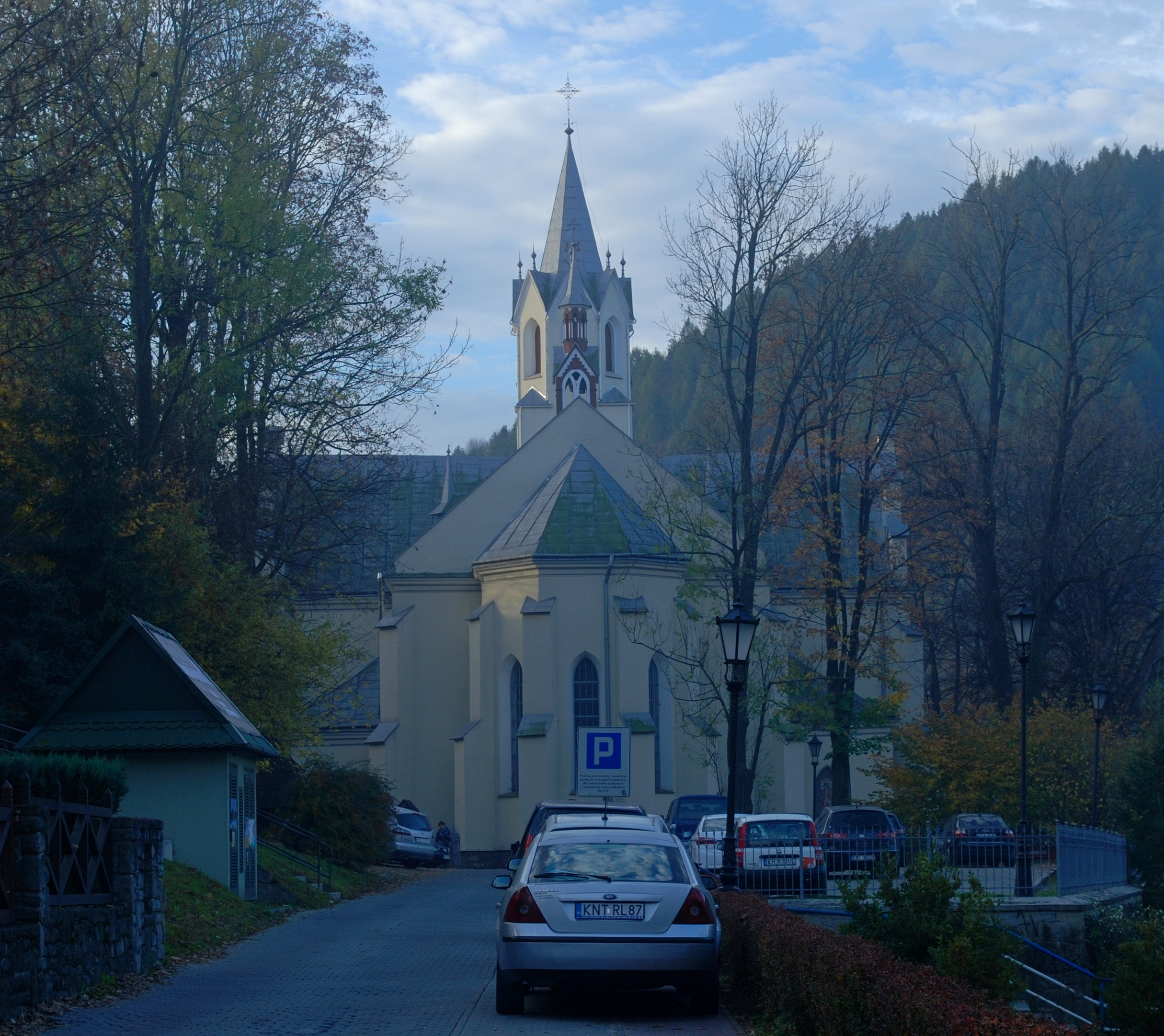
Widok od strony północnej
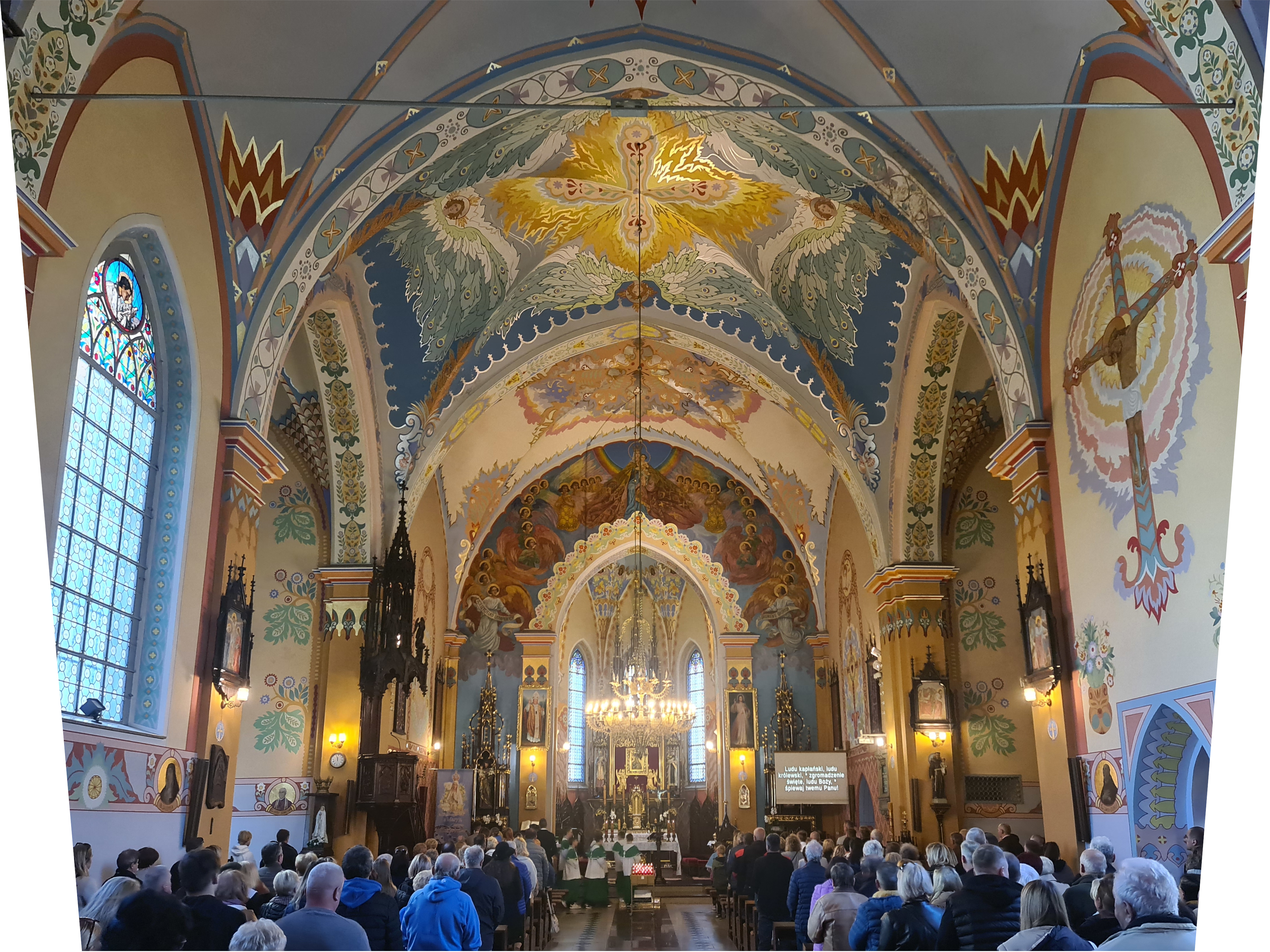
Wnętrze
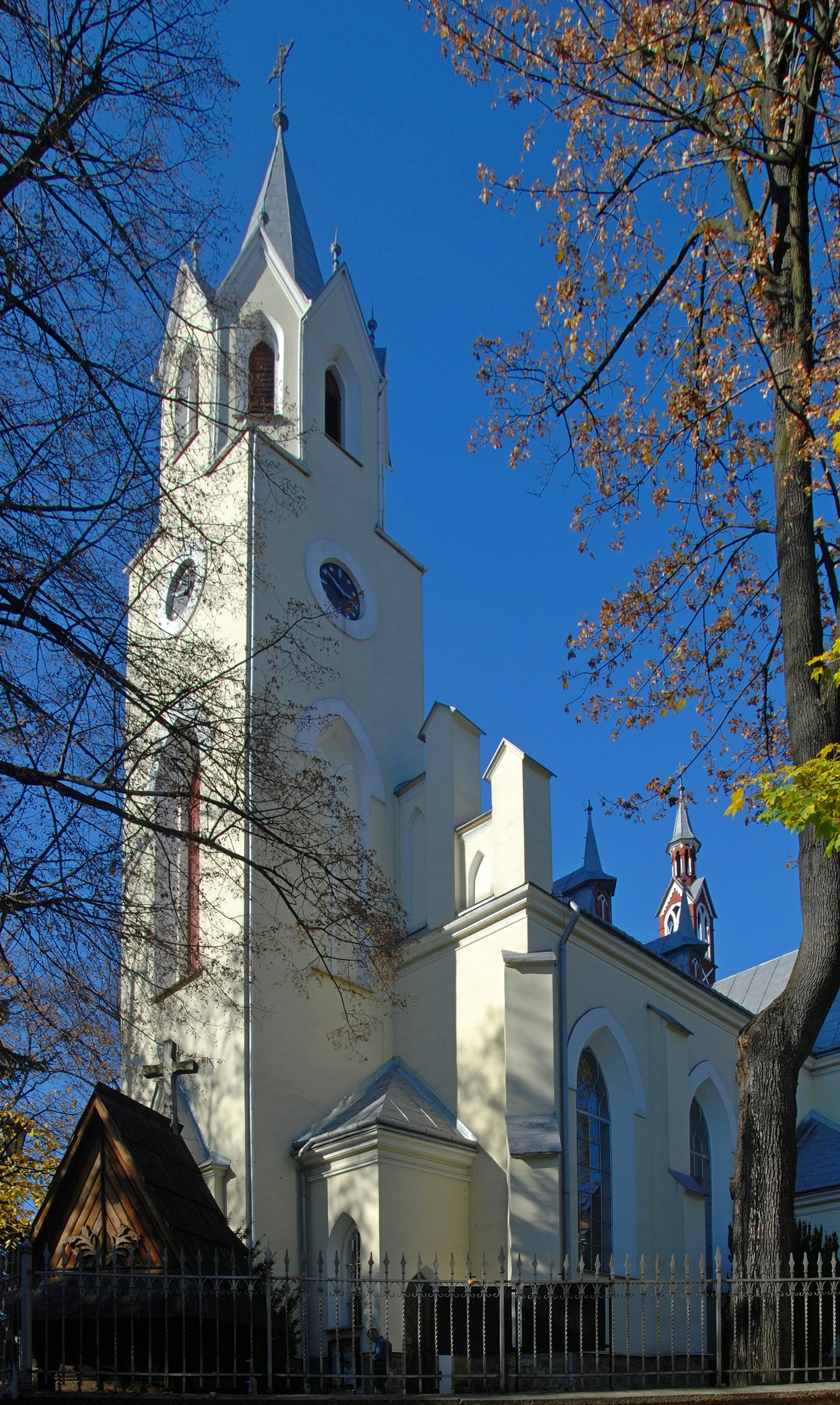
Elewacja frontowa

Wyposażenie wnętrza reprezentuje styl neogotycki i pochodzi z końca XIX oraz z początku XX wieku. Ołtarz główny i kamienną chrzcielnicę wykonał w latach 1892–1894 Kazimierz Chodziński. Cztery ołtarze boczne w formie tryptyków i ambonę wykonał w latach 1894–1900 snycerz Władysław Łuczkiewicz. Organy 18-głosowe, wykonał w 1895 Tomasz Fall, organmistrz ze Szczyrzyca. Świątynia posiada dwa dzwony: pierwszy to Józef, odlany w 1860 w Sheffield w Wielkiej Brytanii, przeniesiony z wieży starej świątyni; drugi to Wojciech, wykonany w 1948 w Odlewni Dzwonów Karola Schwabe w Białej.
Na poddaszu kościoła żyje bardzo rzadki gatunek nietoperza – podkowiec mały.